# Teorema del trasporto di Reynolds
Il teorema del trasporto di Reynolds permette di portare l'operazione di derivazione sotto il segno di integrale. È usato nella meccanica dei continui per studiare le variazioni nel tempo di una grandezza fisica associata ad un dominio. È usato ad esempio per dimostrare l'equazione di continuità in forma indefinita dei sistemi per ogni evoluzione dinamica.

## Il teorema
Dato un campo {\displaystyle \mathbf {f} (\mathbf {r} ,t)} scalare o vettoriale, il teorema di Reynolds afferma che:
{\displaystyle {\cfrac {\mathrm {d} }{\mathrm {d} t}}\int _{V(t)}\mathbf {f} (\mathbf {r} ,t)~\operatorname {d} ^{3}r=\int _{V(t)}{\frac {\partial \mathbf {f} (\mathbf {r} ,t)}{\partial t}}~\operatorname {d} ^{3}r+\oint _{\partial V(t)}\mathbf {f} (\mathbf {r} ,t){\cfrac {\mathrm {d} \mathbf {r} (t)}{\mathrm {d} t}}\cdot \mathbf {n} (\mathbf {r} ,t)~\operatorname {d} A~}
dove d3r e dA sono rispettivamente gli elementi del volume e della superficie chiusa che lo delimita, {\displaystyle \mathbf {n} (\mathbf {r} ,t)} è il versore uscente da un elemento di superficie e {\displaystyle {\cfrac {\mathrm {d} \mathbf {r} (t)}{\mathrm {d} t}}} è la velocità, che l'integrale valuta nei punti della superficie chiusa.

## Meccanica del continuo

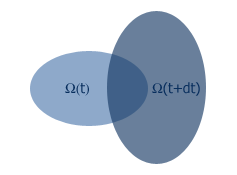
Una possibile evoluzione nel tempo di un sistema fluido

Sia dato un fluido contenuto in un volume che subisce un'evoluzione temporale: {\displaystyle V(t)}. Si consideri una qualche proprietà del fluido descritta al tempo {\displaystyle t} nella posizione {\displaystyle \mathbf {r} (t)} con un campo vettoriale o scalare {\displaystyle \mathbf {f} \left(\mathbf {r} (t),t\right)}. Si vuole conoscere mediante il suo valore in tutto il dominio:
{\displaystyle {\int _{V(t)}\mathbf {f} \left(\mathbf {r} (t),t\right)d^{3}r}}
la sua evoluzione temporale:
{\displaystyle {\cfrac {\mathrm {d} }{\mathrm {d} t}}{\int _{V(t)}\mathbf {f} \left(\mathbf {r} (t),t\right)d^{3}r}}
Reynolds dimostrò la seguente relazione, scritta in una prima formulazione:
{\displaystyle {\cfrac {\mathrm {d} }{\mathrm {d} t}}{\int _{V(t)}\mathbf {f} \left(\mathbf {r} (t),t\right)d^{3}r}={\int _{V(t)}\left({\cfrac {\mathrm {d} \mathbf {f} }{\mathrm {d} t}}+\mathbf {f} \,\nabla \cdot \mathbf {v} \right)d^{3}r}}
dove {\displaystyle \mathbf {v} } è la velocità del fluido. Il primo termine del secondo integrale è la derivata totale di {\displaystyle \mathbf {f} }:
{\displaystyle {\cfrac {\mathrm {d} }{\mathrm {d} t}}={\partial  \over \partial t}+\mathbf {v} \cdot \nabla }
Sostituendo e applicando una proprietà degli operatori differenziali (prodotto tensoriale):
{\displaystyle (\nabla \mathbf {f} )\mathbf {v} +\mathbf {f} (\nabla \cdot \mathbf {v} )=\nabla \cdot \left(\mathbf {f} \otimes \mathbf {v} \right)}
si ottiene una seconda formulazione:
{\displaystyle {\cfrac {\mathrm {d} }{\mathrm {d} t}}{\int _{V(t)}\mathbf {f} \left(\mathbf {r} (t),t\right)d^{3}r}={\int _{V(t)}\left({\partial \mathbf {f}  \over \partial t}+\nabla \cdot \left(\mathbf {f} \otimes \mathbf {v} \right)\right)d^{3}r}}
Applicando il teorema della divergenza si ottiene da questa una terza formulazione:
{\displaystyle {\cfrac {\mathrm {d} }{\mathrm {d} t}}{\int _{V(t)}\mathbf {f} \left(\mathbf {r} (t),t\right)d^{3}r}={\int _{V(t)}{\partial \mathbf {f}  \over \partial t}d^{3}r}+{\oint _{\partial V(t)}\mathbf {f} \left(\mathbf {v} \cdot \mathbf {n} \right)\ dA}}

## Trasporto nel flusso
Se ρ è un funzione densità associata ad un corpo continuo per cui vale l'equazione di continuità:
{\displaystyle {\cfrac {\partial \rho }{\partial t}}+\nabla \cdot (\rho \mathbf {u} )=0},
dove u è il campo della velocità di flusso. L'applicazione del teorema del trasporto a delle funzioni del tipo f=ρ(r,t) g(r,t) fornisce, utilizzando la regola di Leibniz:
{\displaystyle {\cfrac {d}{dt}}{\int _{V(t)}\rho g\,\,d^{3}r}=\int _{V(t)}({\cfrac {\partial (\rho g)}{\partial t}}\,+\nabla \cdot (\rho g\mathbf {v} ))\,d^{3}r=\int _{V(t)}\rho \left({\cfrac {\partial g}{\partial t}}+\mathbf {v} \cdot \nabla g\right)+g\left({\frac {\partial \rho }{\partial t}}+\nabla \cdot (\rho \mathbf {v} )\right)\,d^{3}r}
Se si considera ora come volume di integrazione un volume materiale, cioè imponendo che il campo di velocità coincida col campo della velocità di flusso:
{\displaystyle {\cfrac {d}{dt}}{\int _{V_{u}(t)}\rho g\,\,d^{3}r}=\int _{V_{u}(t)}\rho \left({\cfrac {\partial g}{\partial t}}+\mathbf {u} \cdot \nabla g\right)+g\left({\frac {\partial \rho }{\partial t}}+\nabla \cdot (\rho \mathbf {u} )\right)\,d^{3}r}
In base all'equazione di continuità, il secondo termine integrando è nullo, quindi si arriva all'espressione del teorema che esprime il trasporto di un campo dentro un volume materiale associato ad un corpo continuo:
{\displaystyle {\cfrac {d}{dt}}{\int _{V_{u}(t)}\rho g\,\,d^{3}r}=\int _{V_{u}(t)}\rho \left({\cfrac {\partial g}{\partial t}}+\mathbf {u} \cdot \nabla g\right)\,d^{3}r}
che può essere contratto in notazione esprimendo la derivata materiale:
{\displaystyle {\cfrac {d}{dt}}{\int _{V_{u}(t)}\rho gd^{3}r}={\int _{V_{u}(t)}\rho {\cfrac {\mathrm {D} g}{\mathrm {D} t}}\,\,d^{3}r}}

## Applicazione ad un condotto

Rappresentazione di un tubo di flusso

Per moti non stazionari il teorema di Reynolds può anche essere applicato a tubi di flusso con sezione non costante. Di conseguenza una sezione del tubo non può essere assunta come volume di controllo. Ciò nonostante il problema può essere risolto facendo riferimento ad una porzione di tubo di lunghezza infinitesima, considerando un volume di controllo fissato nel tempo. Si considera quindi un volume contenuto all'interno di un parallelepipedo dove il volume situato tra le pareti esterne del tubo di flusso e le pareti del parallelepipedo sia riempito con un fluido di densità nulla. Appare quindi ovvio che le variazioni di massa relative a questo fluido saranno nulle. Pertanto la variazione di massa all'interno del parallelepipedo deve coincidere con la variazione di massa all'interno del tubo di flusso.
Imponendo il bilancio di massa si ricava:
{\displaystyle {\frac {\partial }{\partial t}}\iiint _{V}\rho dV={\frac {\partial }{\partial t}}\int _{L}\int _{A}\rho \,dads}
che equivale a:
{\displaystyle \left(G+{\frac {\partial G}{\partial s}}ds-G\right)={\frac {\partial G}{\partial s}}ds}
dove {\displaystyle G} la è la portata di massa del fluido che risulta essere:
{\displaystyle {\int _{A}\rho \mathbf {u} \cdot \mathbf {n} \,dA}}
ed {\displaystyle \mathbf {n} } il versore normale alla superficie del parallelepipedo.
Si ricava quindi:
{\displaystyle {\frac {\partial }{\partial t}}\left({\int _{A}\rho \,dA}\right)ds+{\frac {\partial G}{\partial s}}ds=0}
che riscritto equivale a:
{\displaystyle {\frac {\partial }{\partial t}}\left({\int _{A}\rho \,dA}\right)+{\frac {\partial }{\partial s}}{\int _{A}\rho \mathbf {u} \cdot \mathbf {n} \,dA}=0}
Dividendo per {\displaystyle \rho } si ricava infine:
{\displaystyle {\frac {\partial }{\partial t}}\left({\int _{A}\,dA}\right)+{\frac {\partial }{\partial s}}{\int _{A}\mathbf {u} \cdot \mathbf {n} \,dA}=0}
che risulta essere:
{\displaystyle {\frac {\partial A}{\partial t}}+{\frac {\partial Q}{\partial s}}=0}
con {\displaystyle A} che è la superficie del condotto e {\displaystyle Q} la portata volumetrica.